# Andra Manson
Andra Manson (30 april 1984) is een Amerikaanse atleet, die is gespecialiseerd in het hoogspringen.
In 2002 won hij in het Jamaicaanse Kingston een gouden medaille op het WK voor junioren. Met een beste poging van 2,31 m versloeg hij de Chinees Zhu Wannan (zilver; 2,23 m) en de Jamaicaan Germaine Mason (brons; 2,21 m). Op 10 februari 2007 verbeterde hij zijn indoor-PR naar 2,33 m.
Een jaar later won hij een bronzen medaille op het WK indoor in het Spaanse Valencia. Op de Olympische Spelen van 2008 in Peking was zijn beste poging van 2,25 m niet voldoende zich te kwalificeren voor de finale.

## Titels
- Amerikaans kampioen hoogspringen (indoor) - 2008
- NCAA kampioen hoogspringen - 2004
- Wereldkampioen juniorenkampioen hoogspringen - 2002
- Amerikaans juniorenkampioen hoogspringen - 2002

## Persoonlijke records
| Onderdeel              | Prestatie | Datum            | Plaats       |
| ---------------------- | --------- | ---------------- | ------------ |
| hoogspringen (outdoor) | 2,33 m    | 10 februari 2007 | Fayetteville |
| hoogspringen (indoor)  | 2,35 m    | 4 april 2009     | Austin       |

## Palmares

### hoogspringen
- 2002:  WK junioren - 2,31 m
- 2008:  WK indoor - 2,30 m
- 2009: 9e WK - 2,23 m
- 2011: 10e Qatar Athletic Super Grand Prix - 2,20 m